# After Burner
After Burner (アフターバーナー?) es un videojuego de arcade japonés de 1987 de Sega. Este es el primero de la serie After Burner. Es uno de los primeros videojuegos diseñados por Yu Suzuki.

## Jugabilidad
El videojuego permite al jugador controlar un jet F-14 Tomcat que deberá destruir una serie de aviones enemigos en 18 etapas. El avión emplea una ametralladora y un conjunto limitado de misiles. Estas armas se reponen por otro avión después de ganar unas pocas etapas. Avión, cañón y botones de misil son todos controlados desde una palanca de mando integrada.
El juego en sí fue lanzado en dos variantes: una versión de gabinete vertical estándar y una cabina de mando rotatoria. En la cabina de mando, el asiento está rotado horizontalmente, mientras que la cabina de mando esta rotada verticalmente.

## Legado

### Secuelas
After Burner fue seguido por After Burner II, que fue lanzado el mismo año. Se ha dicho por algunas fuentes que este juego no es más que una versión completa de su predecesor, dada la gran similitud entre ambos juegos.
Aparte de After Burner II y III, la serie no había visto ninguna secuela hasta que la franquicia fue revitalizada con el lanzamiento de After Burner Climax para arcades en el equipo de Sega Lindbergh, seguido por After Burner: Black Falcon para PlayStation Portable en 2007.
Algunos juegos, como G-LOC: Air Battle, Sky Target, Air Diver y Strike Fighter siguen un jugabilidad similar, y, como tal, técnicamente pueden ser considerados parte de la serie.

### Adaptaciones
El juego fue adaptado a varias consolas y sistemas informáticos, como el Commodore Amiga, Amstrad, Atari ST, Sharp X68000, FM-Towns, Commodore 64, NES, Sega Master System, PC-Engine, Sega Saturn, PC, MSX y ZX Spectrum. Tiger Electronics lanzó dos versiones LCD del juego uno de mano y otro de sobremesa. Una adaptación de After Burner para el 32X fue hecha por Rutubo Games, y fue conocida como After Burner Complete en Japón y Europa.

## Curiosidades
- En la beta 1207 del juego Knuckles' Chaotix se pueden encontrar secuencias del código de este juego, en alguna parte de la ROM. Es más, en el más antiguo prototipo de dicho juego, Sonic Crackers, en su segundo nivel, si se mira fijamente la imagen de fondo, se puede ver algo relacionado con After Burner u otro juego de aviones